# 오이촌 (아이치현 지타군)
오이촌(大井村)은 아이치현 지타군에 설치되었던 촌이다. 현재의 미나미치타정에 해당한다.